# Torró d'Alacant
El Torró d'Alacant és una Indicació Geogràfica Protegida (IGP) d'una varietat de torró produïda al municipi de Xixona (l'Alacantí, País Valencià). Es tracta d'una varietat de torró, de textura dura, elaborat amb ametles repelades i torrades, mel, sucre/s, clara d'ou i recobert de neula.